# Leclercera mulcata
Leclercera  mulcata is een spinnensoort uit de familie Psilodercidae. De soort komt voor in Nepal.